# Церковь Святого Кириака (Гернроде)
Церковь Святого Кириака (нем. Stiftskirche St. Cyriakus) — бывшая коллегиальная церковь более не существующего одноимённого женского секулярного капитула (аббатства) в Гернроде в немецкой федеральной земле Саксония-Анхальт. Один из важнейших памятников оттонского периода в средней Германии.
В настоящее время — евангелическая приходская церковь Гернроде.
Церковь, вместе с женским монастырским общежитием, была основана в 959 году маркграфом саксонской Восточной марки Геро I — одним из важнейших сподвижников императора Оттона I. Непосредственной причиной этого стало, скорее всего, предстоящее угасание рода Геро: его сын Зигфрид, также считающийся основателем церкви св. Кириака, умер в 959 году, вероятно, после долгой болезни; младший сын Геро умер за несколько лет до него. Тем самым, основание церкви и капитула должно было служить цели постоянного посмертного, в первую очередь, молитвенного поминовения Геро и его сыновей. Первой аббатисой стала вдова Зигфрида, Хадвиг (нем. Hadwig, также Hathui, ок. 939—1014), с большой вероятностью приходившаяся племянницей королеве Матильде. Влияние Геро и близость к правящей династии в одночасье сделали капитул св. Кириака одним из самых влиятельных в империи, наравне с капитулами Гандерсхайма, Кведлинбурга и Эссена, и в 961 году принесли ему титул имперского (нем. Reichsstift).
Возведение церкви, изначально посвящённой Деве Марии и апостолу Петру, началось, скорее всего, в год основания капитула, то есть в 959 году. С обретением мощей св. Кириака, приобретённых маркграфом Геро в 950 году в Риме первоначально для аббатства Фрозе, церковь и капитул приняли покровительство св. Кириака. Строительство продвигалось, кажется, весьма быстрыми темпами, так как в год смерти Геро (965 год) церковь была готова настолько, что её основатель смог быть похоронен в её с композиционной точки зрения центральном месте, в средокрестии.

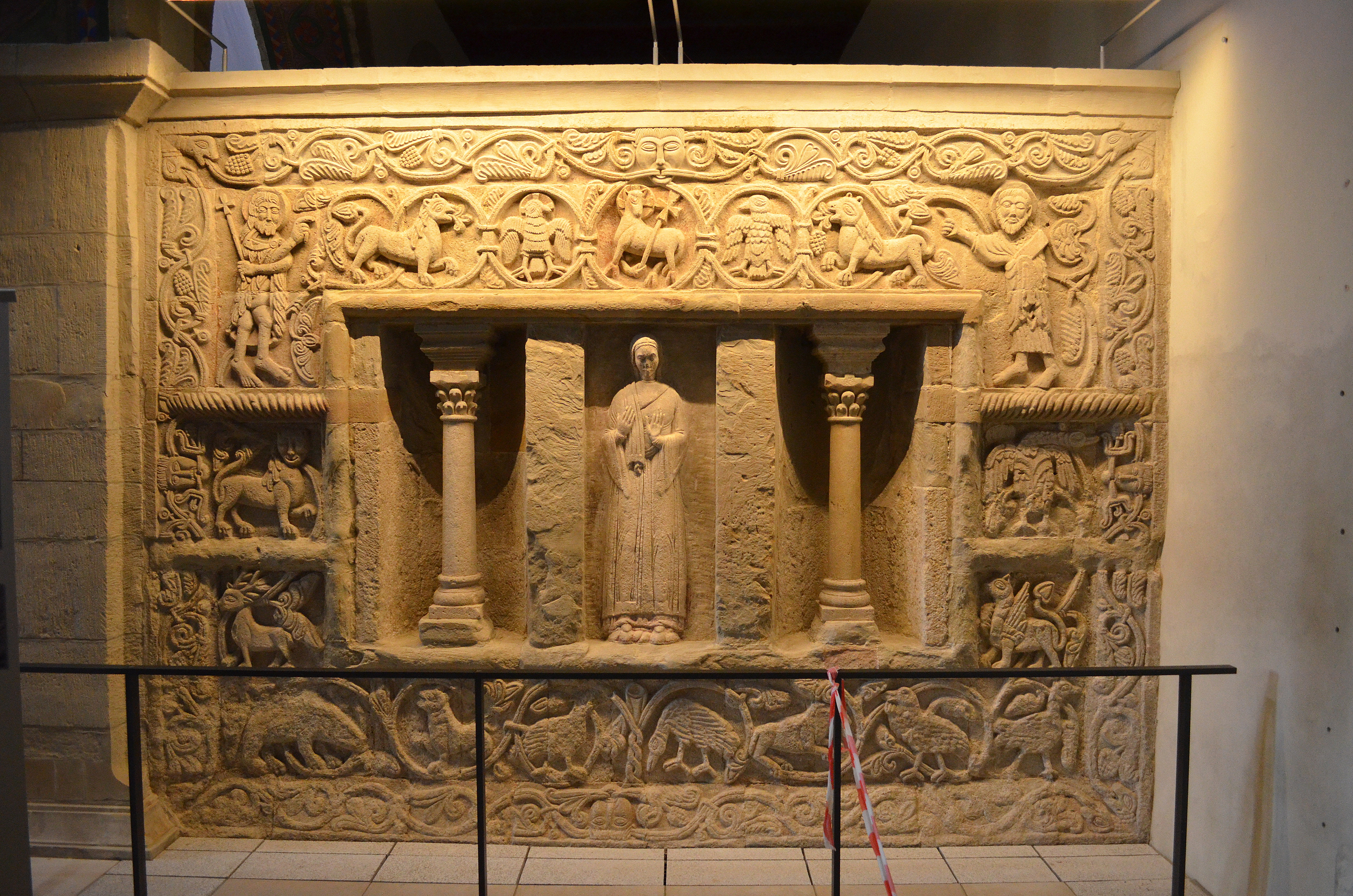
Кенотаф Гроба Господня

Церковное строение представляет собой относительно небольшую по размеру трёхнефную базилику с эмпорами, что в X веке являлось архитектурной новинкой на пространстве севернее Альп (этот тип церковной архитектуры получил прежде особое распространение в Византии). С восточной стороны центральный неф пересекает трансепт с двумя малыми апсидами; неф завершается главной апсидой и хором, под которым расположена сводчатая крипта. С запада к основному зданию был пристроен вестверк в форме квадратной центральной башни, обрамлённой двумя округлыми лестничными башнями.
В XII веке церковь св. Кириака была частично перестроена: с западной стороны были дополнительно возведены хор, апсида и трёхнефная крипта, посвящённые св. Метронусу (нем. Metronus von Verona), ставшему вторым после св. Кириака патроном капитула; а также были надстроены лестничные башни (два этажа над аркатурами). Кроме прочего, были обновлены кенотаф Гроба Господня и стены боковых нефов, с последовавшим удалением эмпоров; при этом эмпоры получил трансепт, отныне открытый в сторону средокрестия.
В 1521 году при аббатисе Элизавете фон Вейда (нем. Elisabeth von Weida) капитул примкнул к новому лютеровскому вероисповеданию. Тем самым, бывшая коллегиальная церковь стала одной из первых протестантских церквей в мире.
С упразднением капитула в 1616 году и последовавшим переходом его собственности во владение князей Ангальта, церковь начала приходить в упадок. В начале XIX века почти все здания капитула были снесены, либо значительно перестроены, а церковь использовалась в качестве зерно- и картофелехранилища, а также как стойло для домашних животных. При этом часть окон была заложена, а внутренний объём здания разделён путём возведения дополнительных стен.
В 1834 году на волне национального пробуждения на здание вновь обратил внимание историк и писатель Франц Куглер (нем. Franz Theodor Kugler, 1808—1858). Вскоре по инициативе лейпцигского юриста и искусствоведа Людвига Путтриха (нем. Ludwig Puttrich, 1783—1856) к восстановлению профанированного сооружения удалось привлечь ангальтинского герцога Леопольда Фридриха. Работы по учёту, консервации и частичной реконструкции, проведёные в 1850—1860 годы, были поручены к тому времени уже известному прусскому архитектору Александру фон Квасту. В целом, церкви св. Кириака был возвращён её оригинальный облик первой половины XII века, только лишь фресковая роспись стен, учитывающая средневековое цветовое решение (его следы были обнаружены в ходе реставрации), была оформлена в соответствии с романтизированными представлениями XIX века; планы по надстройке западных башен и по восстановлению снесённого клуатра реализованы не были. В настоящее время результат работы фон Кваста, как ранний пример научной реконструкции, считается таким же памятником архитектуры, как и сама церковь.
В начале XX века была проведена реставрация вестверка, о чём напоминают вмонтированные в стену памятные каменные доски. С тех пор и вплоть до настоящего времени церковь подвергалась лишь регулярным консерваторским мероприятиям, необходимым, в первую очередь, для устранения разрушительных последствий воздействия влажности.
С 1960 года церковь св. Кириака является памятником архитектуры, и в наши дни входит в историко-культурный туристский маршрут Дорога романики (нем. Straße der Romanik).

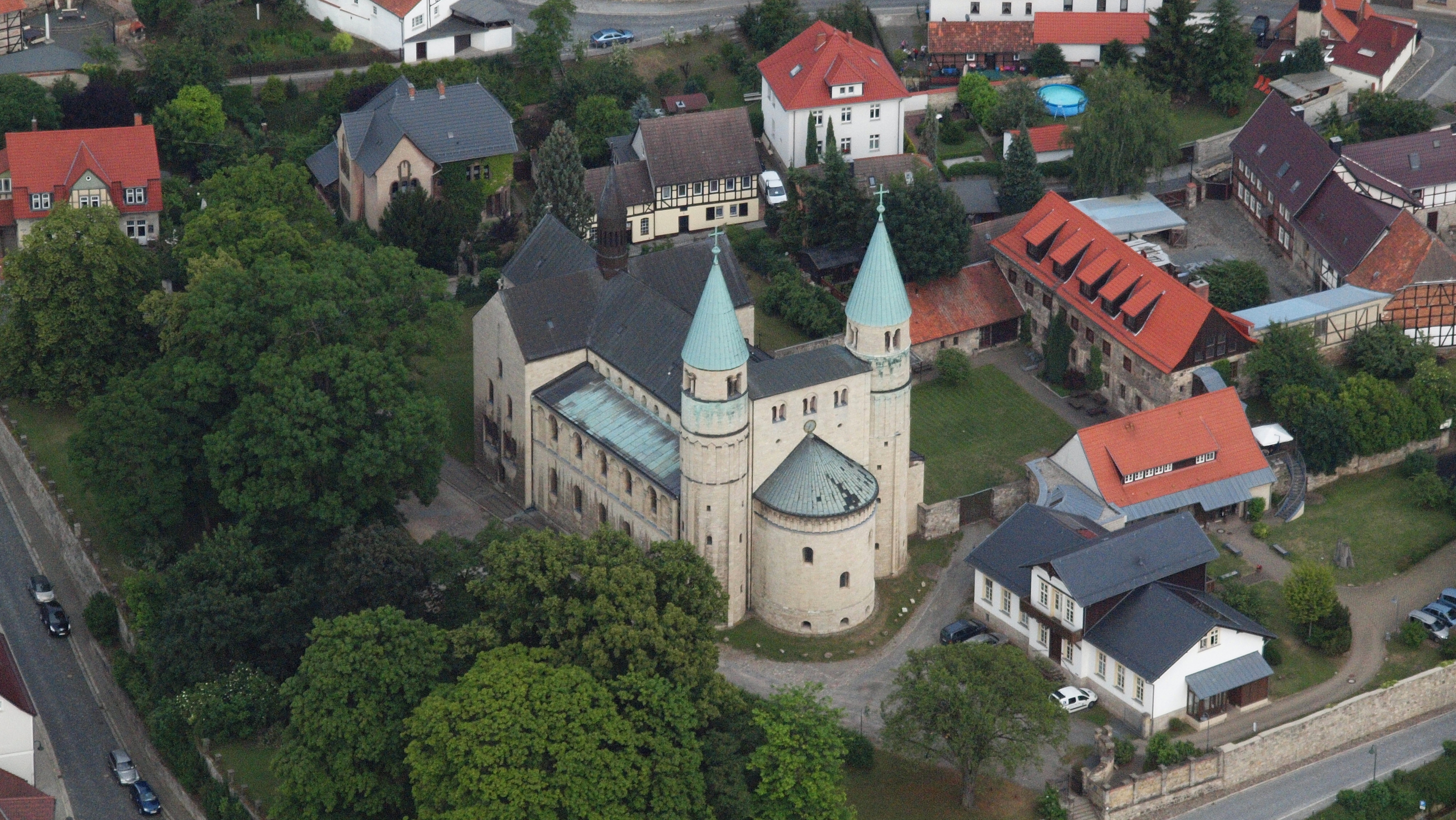
Вид на церковь с высоты птичьего полёта
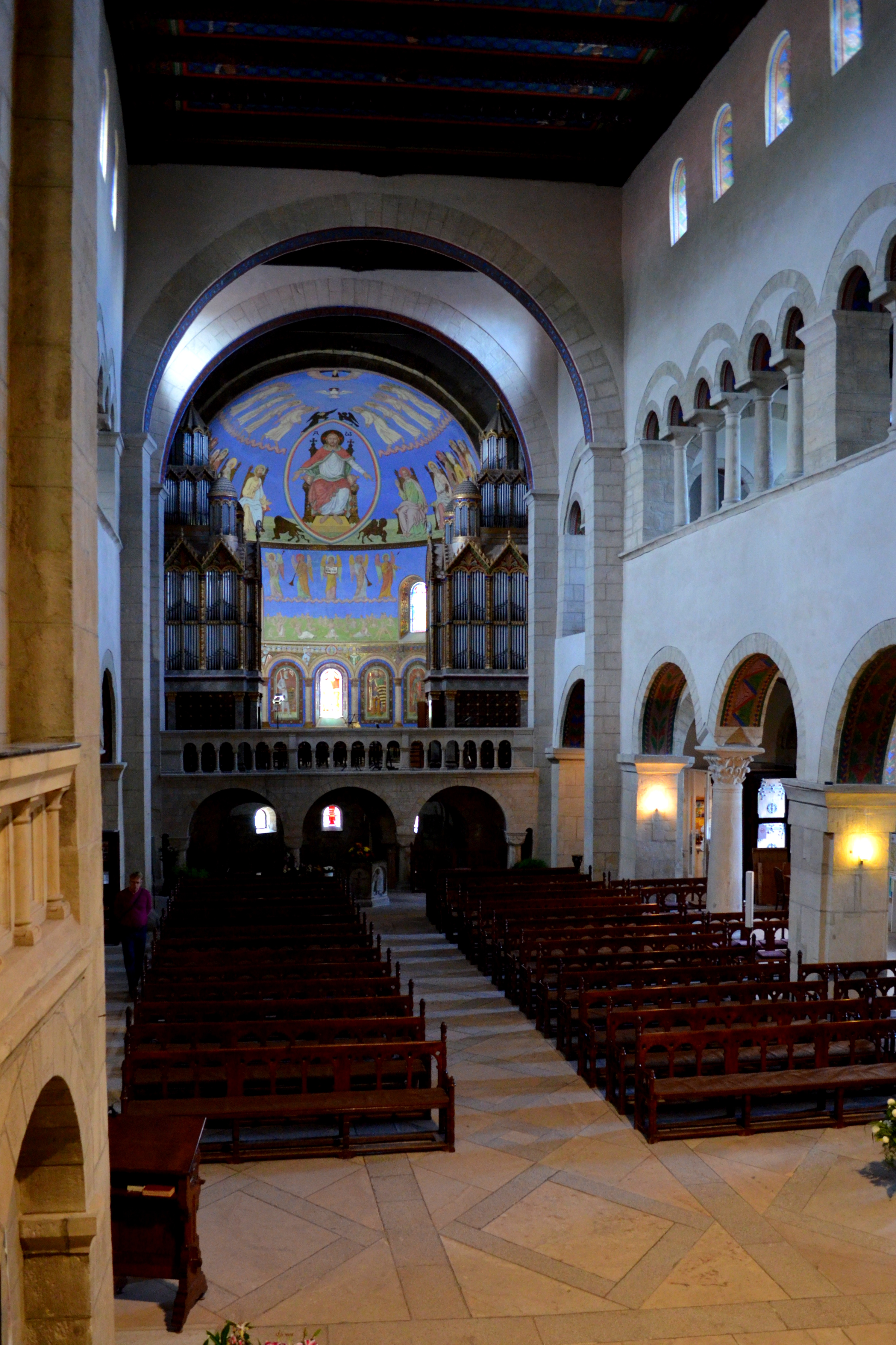
Общий вид внутреннего убранства
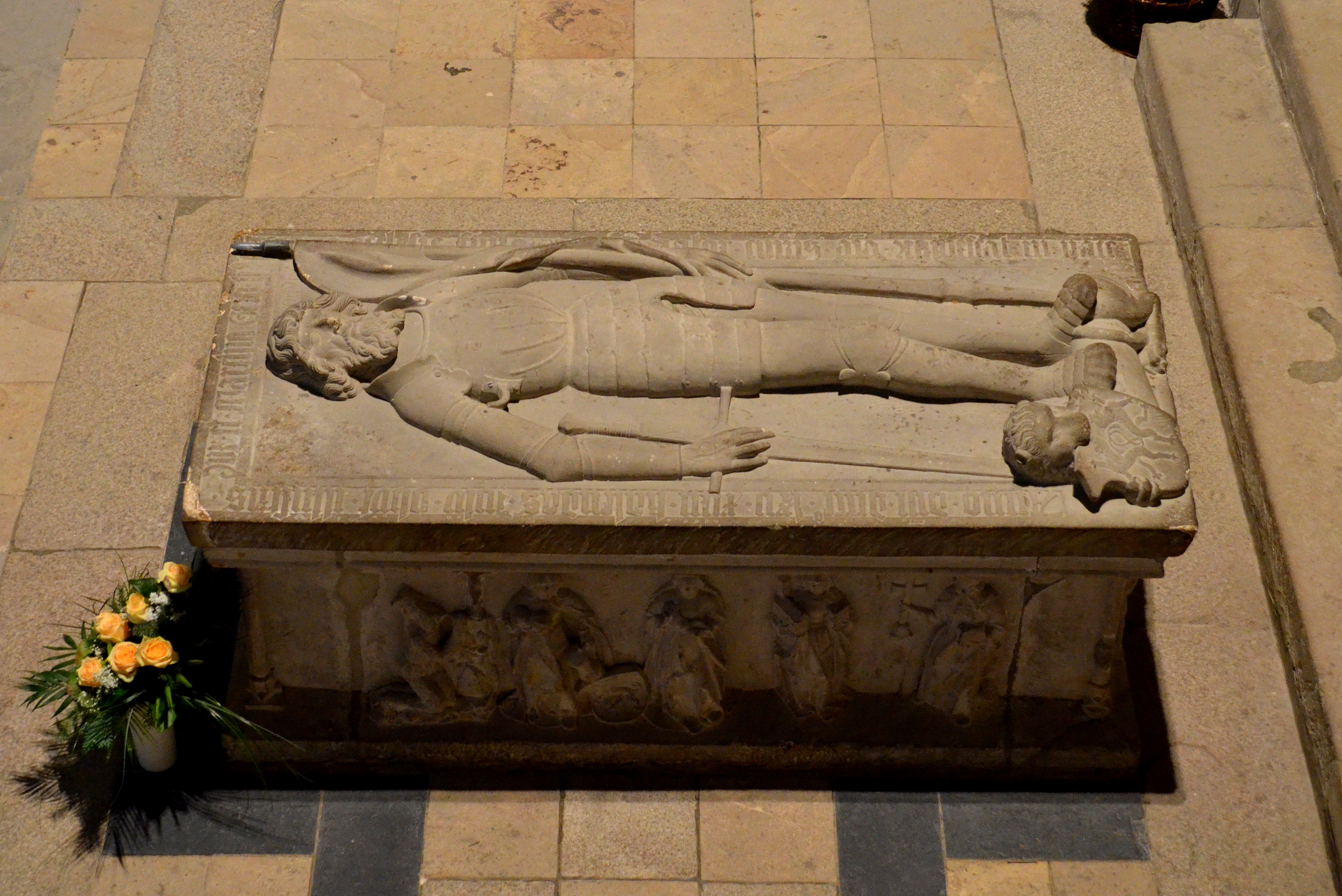
Надгробие Геро I
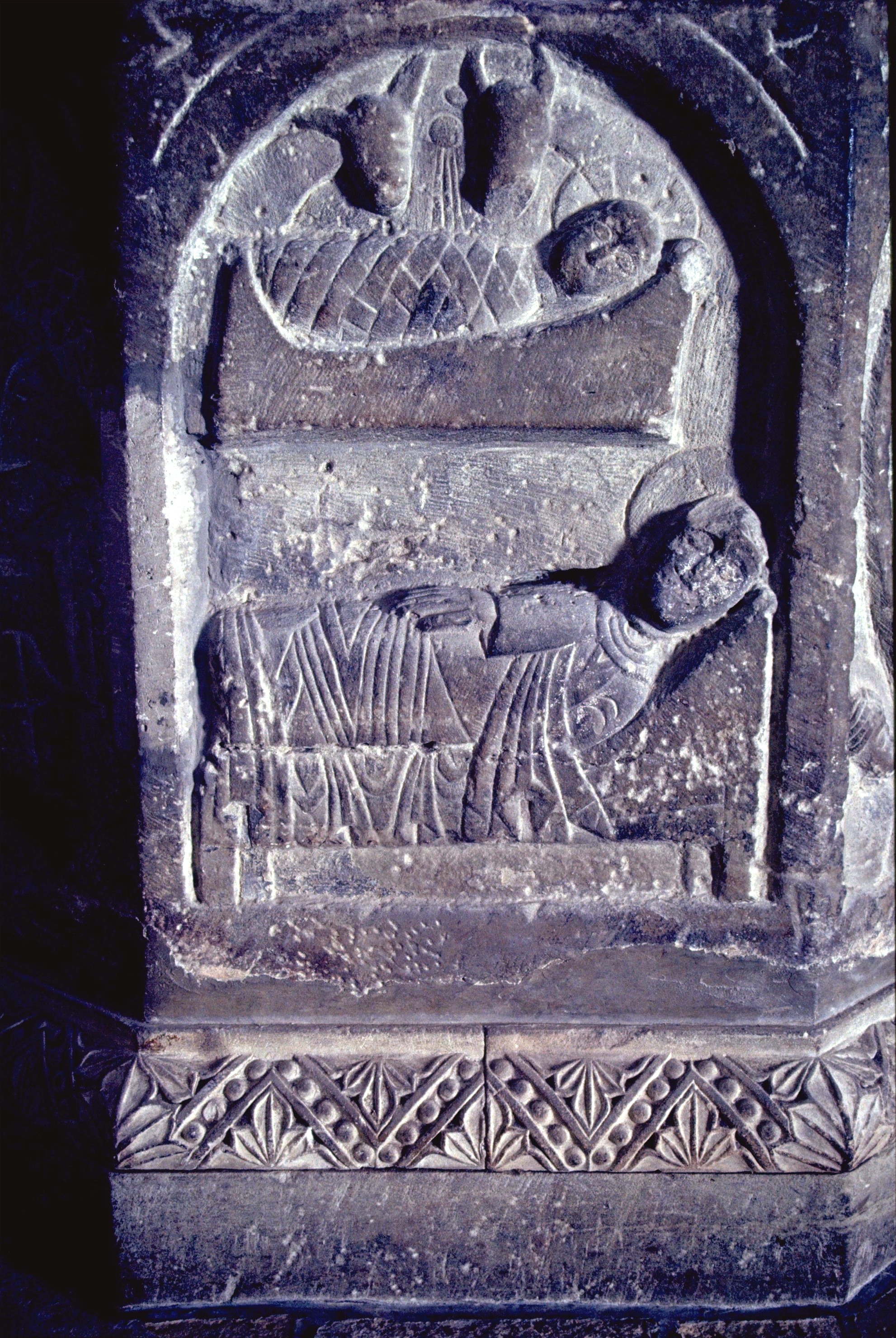
Деталь крестильной купели
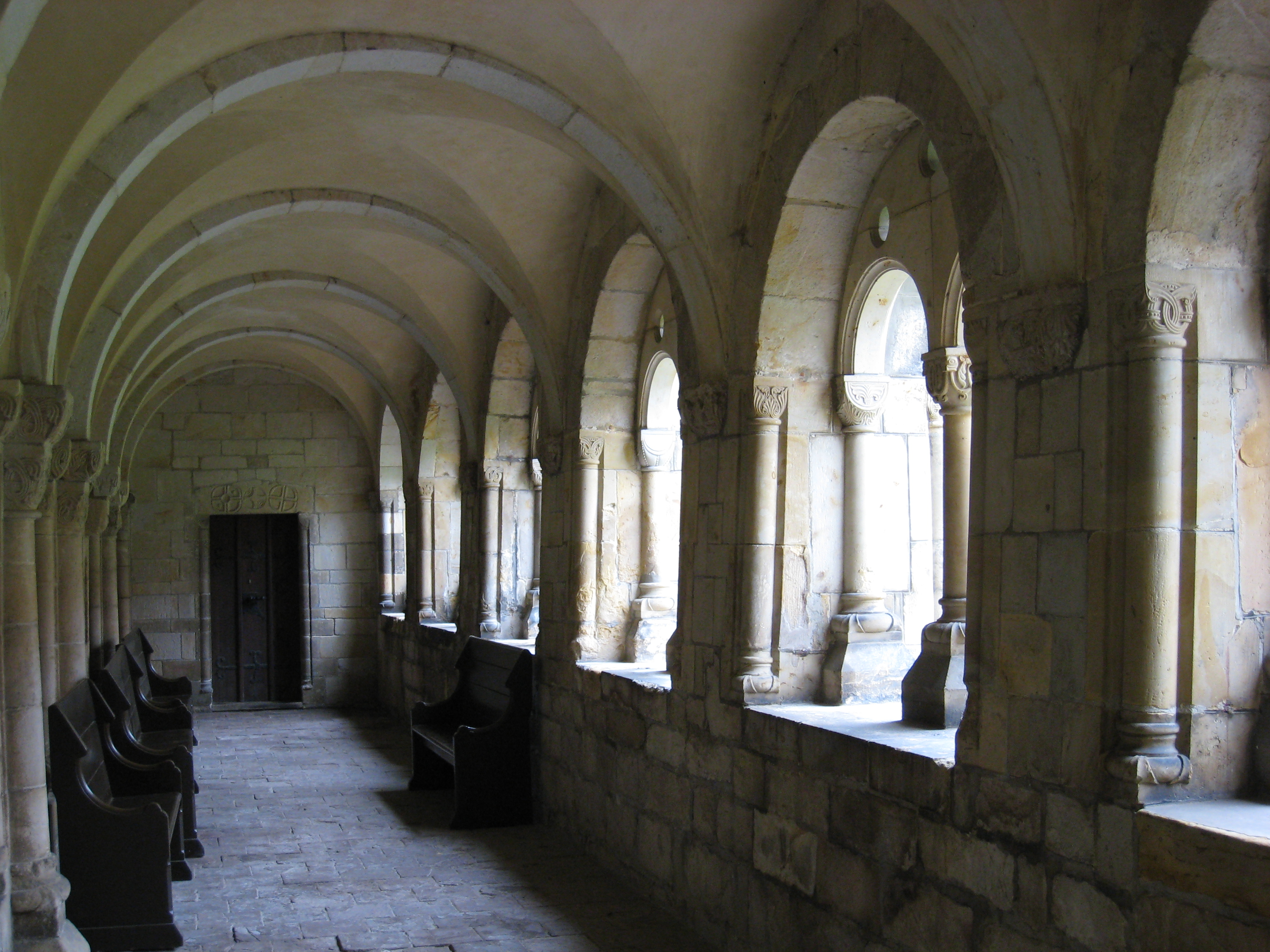
Сохранившаяся часть клуатра